# Temporada 1887 de la Liga Nacional
La Temporada 1887 de la Liga Nacional fue la decimosegunda temporada de la Liga Nacional.
Los Detroit Wolverines lograron su primer campeonato en la liga.

## Estadísticas
|                         | \| Liga Nacional[2] \| \| \| \| \| \| Club \| G \| P \| PG % \| GB \| \| Detroit Wolverines \| 79 \| 45 \| .637 \| - \| \| Philadelphia Quakers \| 75 \| 48 \| .610 \| 3.5 \| \| Chicago White Stockings \| 71 \| 50 \| .587 \| 6.5 \| \| New York Giants \| 68 \| 55 \| .553 \| 10.5 \| \| Boston Beaneaters \| 61 \| 60 \| .504 \| 16.5 \| \| Pittsburgh Alleghenys \| 55 \| 69 \| .444 \| 24.0 \| \| Washington Nationals \| 46 \| 76 \| .377 \| 32.0 \| \| Indianapolis Hoosiers \| 37 \| 89 \| .294 \| 43.0 \| |    |      |      |
| Liga Nacional           | |    |      |      |
| Club                    | G | P  | PG % | GB   |
| Detroit Wolverines      | 79 | 45 | .637 | -    |
| Philadelphia Quakers    | 75 | 48 | .610 | 3.5  |
| Chicago White Stockings | 71 | 50 | .587 | 6.5  |
| New York Giants         | 68 | 55 | .553 | 10.5 |
| Boston Beaneaters       | 61 | 60 | .504 | 16.5 |
| Pittsburgh Alleghenys   | 55 | 69 | .444 | 24.0 |
| Washington Nationals    | 46 | 76 | .377 | 32.0 |
| Indianapolis Hoosiers   | 37 | 89 | .294 | 43.0 |

|  | Campeón. |